# Nauru közlekedése

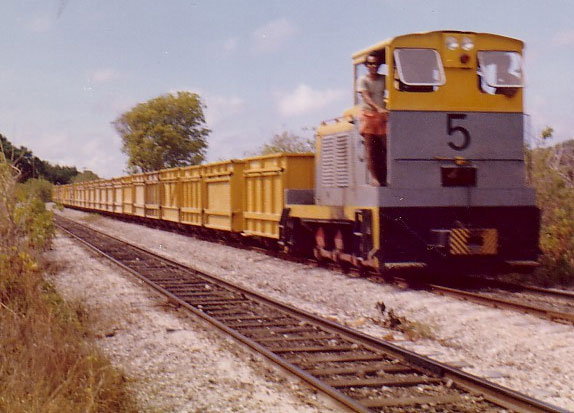
Naurui foszfátszállító vasút.

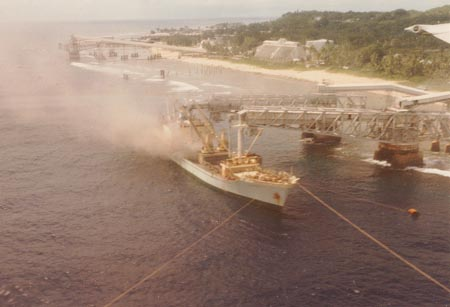
Egy hajó a naurui kikötőben.

Nauru közlekedése a vasúti, közúti, vízi és légi közlekedésből áll.

## Vasúti közlekedés
A vasúthálózat teljes hossza 3,9 km. A vonal a foszfátbányától a délnyugati partig húzódik. Kizárólag teherszállításra használják.

## Közúti közlekedés
A teljes közúthálózatot 30 km út alkotja, melyből 24 km burkolt (körbefut a szigeten, valamint elért a foszfátbánya létesítményeihez), valamint 6 km burkolatlan.  

## Vízi közlekedés
Egy mesterséges kikötő működik Anibare Bay-nél.

## Légi közlekedés
A légi közlekedésének központja a Naurui nemzetközi repülőtér, mely tulajdonképpen egy átalakított közút, melyhez egy terminálépület is tartozik. Ez a naurui nemzeti légitársaság, az Our Airline központja.

## Fordítás
Ez a szócikk részben vagy egészben  a   Transport in Nauru című angol Wikipédia-szócikk fordításán alapul.  Az eredeti cikk szerkesztőit annak laptörténete sorolja fel. Ez a jelzés csupán a megfogalmazás eredetét és a szerzői jogokat jelzi, nem szolgál a cikkben szereplő információk forrásmegjelöléseként.